# Konrad Krajewski
Konrad Krajewski, född 25 november 1963 i Łódź, Polen, är en polsk kardinal och ärkebiskop. Han är sedan år 2013 påvlig allmoseutdelare, elemosiniere di Sua Santità.

## Biografi
Konrad Krajewski prästvigdes den 11 juni 1988. År 1995 blev han doktor i teologi vid Angelicum; hans doktorsavhandling bär titeln L'ordinazione episcopale nella riforma del Concilio Vaticano II.
I augusti 2013 utnämndes Krajewski till titulärärkebiskop av Benevento och biskopsvigdes av kardinal Giuseppe Bertello i Peterskyrkan den 17 september samma år. Kardinal Bertello assisterades vid detta tillfälle av ärkebiskop Piero Marini och ärkebiskop Władysław Ziółek.
Den 28 juni 2018 upphöjde påve Franciskus Krajewski till kardinaldiakon med Santa Maria Immacolata all'Esquilino som titeldiakonia.

## Bilder

Kardinal Krajewskis titeldiakonia
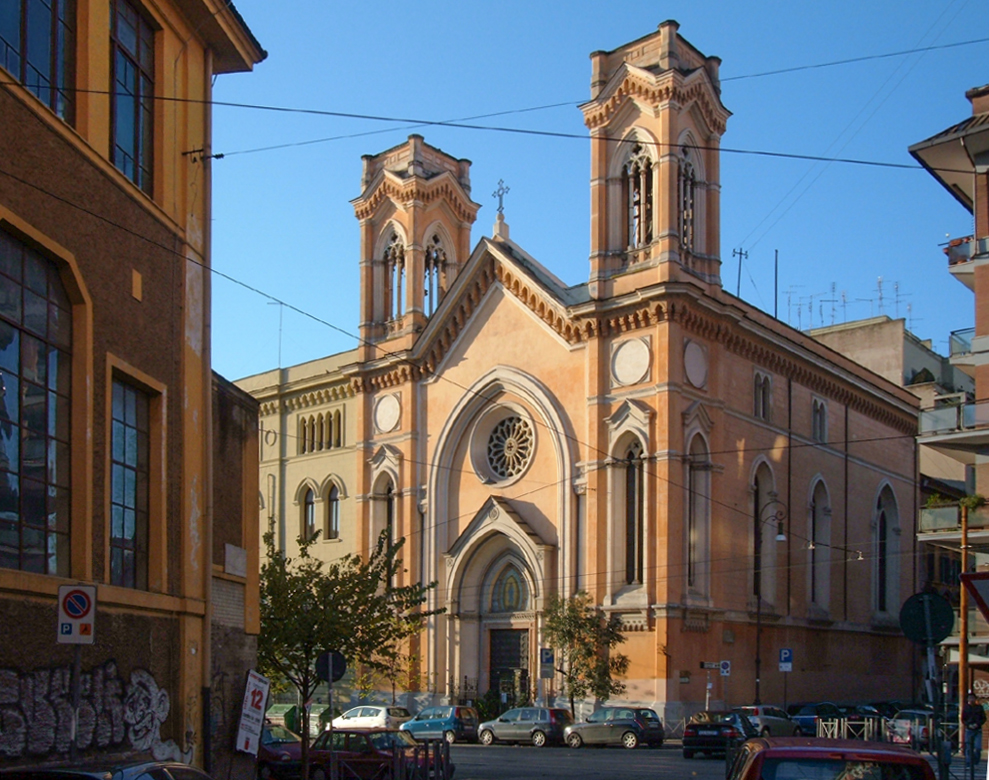
Santa Maria Immacolata all'Esquilino.